# イスラーム・ダアワ党
イスラーム・ダアワ党（アラビア語: حزب الدعوة الإسلامية,Ḥizb Al-Daʿwa Al-Islāmiyya〉（以下、ダアワ党〉は、イラクの政党である。シーア派政党で政党連合・法治国家連合の主体となっている。2005年の国民議会選挙以来、2018年まで一貫して首相を輩出した。イラン・イラク戦争中はイラン革命とルーホッラー・ホメイニーを支援し、イスラム共和制に対する考えは異なってきているものの、現在もイラン政府から財政的支援を受けている。

## 歴史
ダアワ党は1957年に、ムハンマド・サーディク・アル=カームーシーを中心とする複数のシーア派指導者によって結党された。その中にはムハンマド・サーリフ・アル=アディーブ、アブドゥッサーヒブ・ドゥハイル、サイイド・ムハンマド・マフデイー・アル＝ハキーム、サイイド・ムハンマド・パーキル・アル＝ハキーム、ターリブ・アッ=リファーイーなどが含まれる。結党の目的は、イスラーム的価値や倫理観・政治意識の形成を促進し、世俗主義と闘い、イラクにイスラム国家を樹立することであった。当時は世俗的なアラブナショナリズムや社会主義的な考え方が支配的であった。指導的なメンバーとして台頭したムハンマド・バーキル・アッ=サドルは指導的な哲学者・神学者であり、政治理論家としても広く認識されていた。ウィラヤート・アル＝ウンマ〈共同体による統治〉を基本とした党と政治思想の礎を形成した。レバノンにおいても、ナジャフで学びサドルの考えを支持する聖職者によって、同名の党が結党された。
1970年代に入り、シーア派ウラマーや若者の間で支持が広まり、党の基盤が強化された。彼らはイラク政府の弾圧に反発し、たびたびに武装蜂起を起こしていた。当時のイラク政府はバアス党政権の世俗的志向やシーア派の政治問題化による体制の不安定化への恐れからシーア派の政治運動を弾圧していた。1970年代、イラク政府はシーア派の新聞「リサーラト・アル＝イスラーム」や複数の教育機関を閉鎖した。また、シーア派の法学者養成機関であるハウザの学生に兵役に従事することを義務づける法律を制定した。1972年以降、バアス党政権は主にダアワ党員を標的にして逮捕・収監していった。1973年にはバグダード支部指導者とされた数名が処刑された。1974年・1975年にはバアス党政権の革命裁判所で多くのダアワ党員に死刑判決が出された。 1970年代を通じて抑圧政策を受けながらも、1977年2月のサファル蜂起を皮切りに大規模な抵抗運動が展開された。当時、後のイランの精神的指導者となるシーア派法学者ホメイニーがイラクにある聖地・ナジャフに亡命しており、相互に影響し合っていた。1980年3月31日にバアス党政権のイラク革命指導評議会によってダアワ党は禁止され、新旧問わず党や関係機関のメンバーや協力者を死刑とする法律が制定された。指導的なメンバーであったサドルを含む多くの人が欠席裁判で死刑判決を受け処刑された。

### イラン革命とアメリカ大使館への攻撃
ダアワ党はイラン革命を支持し、イラン政府から支援を受けていた。イラン・イラク戦争中、イラン政府はダアワ党によるバアス党・サッダーム・フセイン政権への武装蜂起を支援した。1979年にダアワ党は本部をイランの首都・テヘランに移転していた。1981年12月、ダアワ党は国際社会での最初の攻撃となる、レバノン・ベイルートのイラク大使館への自爆テロ攻撃を実行し、多数の犠牲者を出した。1983年にはクウェートのアメリカ大使館、フランス大使館、クウェート国際空港への自爆テロ攻撃があったが、イラン・イラク戦争においてイラクを軍事的・財政的に支援していた国々への懲罰行為として攻撃を支援したと考えられている。
ホメイニーとダアワ党は協力関係にはあったものの、考え方の一部に相違があった。ホメイニーは国家の権力はウラマー〈イスラーム法学者〉に基づくべきであると考えていたのに対し、ダアワ党はウンマ〈イスラム共同体〉、つまり人々に基づくべきであると考えていた。この意見の不一致がダアワ党の分派として、イラク・イスラム革命最高評議会〈SCIRI〉が結成されるきっかけとなった。
イラン・イラク戦争中は西側諸国西欧諸国において、ダアワ党はテロ組織であるとみなされていた。西欧諸国やスンニ派を攻撃し、副首相ターリク・ミハイル・アズィーズの暗殺未遂事件を起こす等していたことが原因であった。

### 1990年代におけるアメリカとの関係改善
湾岸戦争後、ダアワ党とアメリカの利害が一致するようになった。ダアワ党や反体制派は、アメリカの強力な財政支援のもとイラク国民会議〈INC〉を結成した 。INCは「立憲民主的で多元的なイラクにおける人権尊重と法の支配」を約束した。ダアワ党は1992年に加入したが、1995年に脱退した。原因はクルド人政党とフセイン政権崩壊後のイラク統治を巡る対立であった。

### 2003年の米軍のイラク侵攻
多くのダアワ党指導者は2003年の米軍のイラク侵攻まではイランやその他の国で亡命生活を送っていた。その間、幾つかの派閥はSCIRIに移っていた
。イラク戦争については、他のシーア派政党と違い、反対の立場をとった。元移行政府首相イブラーヒーム・アル＝ジャアファリーもイラク戦争への反戦運動に関わっていた。戦争後はダアワ党もSCIRIもイラクへ帰還した。ダアワ党はナーシリーヤに拠点を置いた。

### フセイン政権崩壊後のダアワ党
暫定政府が2005年1月30日にイラクで初めての国民議会選挙に、シーア派政党連合・統一イラク同盟（UIA）の一員として参加した。選挙の結果統一イラク同盟（UIA）は最大勢力となり、与党の一員となった。そして、ダアワ党のジャアファリーが移行政府の首相に選出された。2005年12月15日に実施された新憲法に基づいた国民議会選挙でも統一イラク同盟（UIA）の一員として勝利した。2006年5月20日に正式な政府が発足したが、サドル派を支持するジャアファリー首相がアメリカから警戒され、クルド人やスンニ派からの反発も起きたことから、書記長のマーリキーが首相に就任した。2010年3月7日の国民議会選挙では、統一イラク同盟（UIA）は分裂し、ダアワ党は政党連合・法治国家連合を結成し、他のシーア派政党は残留し、イラク国民同盟(INA)となった。選挙の結果、法治国家連合は、イヤード・アッラーウィー率いるイラキーヤに次ぐ、第2番目の勢力に留まったが、3番目に議席を獲得したイラク国民同盟(INA)と連立を組み、マーリキーが首相を続投した。2014年4月30日の国民議会選挙では、第一党となったが、過半数は取れず、連立を巡って対立した。イスラーム・スンナ派過激派組織ISILの急速な台頭を前に内外の圧力が強まり、マーリキー首相は退陣した。9月8日、ダアワ党副書記長のアバーディが首相に就任し、挙国一致内閣を形成した。2018年5月12日の国民議会選挙の結果、新首相に無所属のアーディル・アブドゥルマフディーが指名され、ダアワ党以外の首相が就任した。

## 参照
1. ↑  Sawt al-Iraq, writing in Arabic, Informed Comment, 2007年05月14日
2. ↑  Dagher, Sam, "Ex-Hussein Officials and Others Go on Trial", The New York Times, 2008年12月29日
3. ↑  Aziz, "The Role of Muhammad Baqir as-Sadr," p. 212.
4. ↑  Wright, Robin (2001). Sacred Rage: The Wrath of Militant Islam. Simon and Schuster. ISBN 0-7432-3342-5
5. ↑  Wright, Robin, Sacred Rage, Simon and Schuster, (2001), p.124
6. ↑  Hoffman, Bruce (1990年3月). “Recent Trends and  Future Prospects  of  Iranian-Sponsored  International Terrorism”.   RAND Corporation. 2012年12月31日閲覧。
7. ↑  The Iraqi Shiites "Boston Review, Juan Cole"
8. ↑  The Post-Saddam Danger from Iran, the New Republic, 2002年10月7日
9. ↑  “新大統領にサレハ氏、首相候補を直ちに指名（イラク）”. 日本貿易振興機構. (2018年10月5日) 2021年11月9日閲覧。